# (973) Aralia
(973) Aralia – planetoida należąca do zewnętrznej części pasa głównego asteroid okrążająca Słońce w ciągu 5 lat i 279 dni w średniej odległości 3,21 au. Została odkryta 18 marca 1922 roku w Landessternwarte Heidelberg-Königstuhl w Heidelbergu przez Karla Reinmutha. Nazwa pochodzi od aralii, rodzaju małych drzew, krzewów i bylin. Przed nadaniem nazwy planetoida nosiła oznaczenie tymczasowe (973) 1922 LR.